# Tour de France 2011/18. Etappe
Die 18. Etappe der Tour de France 2011 am 21. Juli führte über 200,5 Kilometer vom italienischen Pinerolo wieder zurück nach Frankreich auf den Col du Galibier in der Region Serre Chevalier. Auf dieser Hochgebirgsetappe gab es nach der Sprintwertung drei Bergwertungen der Hors Catégorie. Zunächst wurde auf dem Col Agnel mit 2744 m das Dach dieser Tour de France erreicht, danach der Col d’Izoard (2360 m) überquert. Die Etappe endete auf dem Col du Galibier, der über den Col du Lautaret angefahren wurde, wo auf 2645 m die dritte Bergankunft dieser Tour de France stattfand. Dies war gleichzeitig die höchste Bergankunft in der Geschichte der Tour de France. Der Gewinner dieser Bergwertung erhielt den Sonderpreis Souvenir Henri Desgrange. Es gingen noch 169 der gemeldeten 198 Fahrer an den Start.

## Rennverlauf
Zu Beginn der Etappe schlugen die Teams Europcar und HTC-Highroad ein hohes Tempo an, was alle Ausreißversuche zunächst zunichtemachte. Sowohl eine 20-köpfige Gruppe als auch Gianni Meersman und Marco Marcato wurden nach kurzer Führung wieder eingeholt. Kurz vor dem Zwischensprint setzte sich eine siebenköpfige Gruppe ab, aus der heraus Leonardo Duque die Sprintwertung gewann. Danach entstand eine 16-köpfige Spitzengruppe, in der sich unter anderem Maxime Monfort, Joost Posthuma, Rubén Pérez, Maarten Tjallingii, Maxim Iglinski, Imanol Erviti, Nicolas Roche, Dries Devenyns, Leonardo Duque, Danilo Hondo und Johnny Hoogerland befanden. Mit 50,3 km/h war die Durchschnittsgeschwindigkeit der ersten Stunde erneut sehr hoch. Während die Ausreißer ihren Abstand vergrößerten, kam eine Verfolgergruppe aus Mickaël Delage, Marcus Burghardt und Jegor Silin an sie heran und erreichte sie schließlich am Fuße des Col Agnel. Etwa zu dieser Zeit erreichten sie ihren größten Vorsprung von über neun Minuten vor dem Feld. Delage kam zu Fall, konnte aber wieder zur Spitzengruppe aufschließen. Im Anstieg verkleinerte sich der Vorsprung der Gruppe wieder, in der verschiedene Fahrer die Führung übernahmen und eine siebenköpfige Verfolgergruppe, bestehend aus Christophe Riblon, Levi Leipheimer, Carlos Barredo, Kristijan Koren, Andrei Seiz, Rémy Di Gregorio und Philippe Gilbert, entstand. Im weiteren Verlauf des Anstiegs fielen sieben Fahrer aus der Spitzengruppe heraus, die dann nur noch aus zwölf Fahrern bestand. Aus der Verfolgergruppe blieben nur noch Leipheimer und Riblon vorn, die Gesellschaft von Lieuwe Westra bekamen. Auch Robert Gesink und David Moncoutié zeigten sich vor dem Feld. Später bildete sich eine Verfolgergruppe aus Gesink, Seiz, Leipheimer, David Arroyo, Arnold Jeannesson, Moncoutié und Westra. Die Bergwertung gewann schließlich Iglinski, der kurz vor der Bergwertung angriff, dann aber wartete.
Während am Anstieg kurzzeitig ein weiterer Fahrer der Spitzengruppe den Anschluss verlor, vergrößerte sich die Gruppe in der Abfahrt wieder auf 14 Fahrer. Im Feld kam Tony Martin zu Fall, konnte das Rennen aber ebenfalls fortsetzen. Noch in der Abfahrt versuchte Philippe Gilbert mit einer Gruppe eine Vorstoß, wurde aber auch wieder vom Feld eingefangen. Die Spitzengruppe verkleinerte sich im Anstieg wieder zunächst auf neun, dann auf acht Fahrer, so verlor Rubén Pérez bereits früh den Anschluss. Markel Irízar hatte eine Reifenpanne. Unterdessen gab Leonardo Bertagnolli das Rennen auf. Hinter der Spitze nahmen Mickaël Delage und Maxime Bouet die Verfolgung auf. In der Gruppe der Spitzenreiter übernahm Leopard Trek die Tempoarbeit. Es begann, die Ausreißer wieder einzuholen, wobei einige Fahrer wie Rigoberto Urán zurückfielen. Dieser stürzte später auf der Abfahrt, konnte aber weiterfahren und sich zurückkämpfen. Auf dem Weg zur Bergwertung am Col d’Izoard griff an der Spitze erneut Iglinski an und fuhr einen Vorsprung vor Roche, Monfort, Devenyns und Silin heraus. In der Gruppe der Favoriten machte es ihm Andy Schleck gleich, dem keiner der Favoriten folgte. Beide konnten ihren Vorsprung vor ihrer jeweiligen Gruppe nach und nach ausbauen. Für Schleck übernahm Posthuma kurzzeitig die Tempoarbeit. Auf dem Gipfel trennten ihn noch knapp über zwei Minuten vor dem Führenden. Einen ähnlich großen Vorsprung hatte er bis dahin zu den Favoriten herausgefahren. 
Auf der Abfahrt vom Col d’Izoard holte Schleck zuerst Silin und Devenyns ein, dann auch Roche und Montfort, der nun noch etwas Führungsarbeit für Schleck leisten konnte. Hinter den Favoriten wechselte Alberto Contador das Rad und fuhr anschließend wieder heran. Unterdessen fuhr die Gruppe um Andy Schleck immer näher an Iglinski heran und holte ihn etwa 29 km vor dem Ziel ein. Zu der Gruppe, in der sich die restlichen Fahrer der Top Ten der Gesamtwertung befanden, hatte Schleck über drei Minuten Vorsprung, nur kurzzeitig fiel er unter diese Marke. Zu Beginn des Anstiegs zum Col du Galibier wurde der Abstand von Andy Schleck, den nur noch Roche und Iglinski begleiteten, wieder größer und erreichte über vier Minuten, nachdem bei den Verfolgern zwischenzeitlich Uneinigkeit über das weitere Vorgehen bestand. Dennoch dünnte diese Gruppe weiter aus. Wie zuvor schon Contador ließ sich auch Samuel Sánchez ein neues Rad geben. An der Spitze ließ Schleck nach Roche auch Iglinski hinter sich, während sich der Vorsprung vor den anderen Favoriten wieder verkleinerte, als Cadel Evans die Verfolgung aufnahm. Dabei verloren Tom Danielson und später auch Contador den Anschluss. Andy Schleck, der auch den Preis für den kämpferischsten Fahrer erhielt, rettete schließlich einen Vorsprung von etwas mehr als zwei Minuten ins Ziel. Voeckler und Pierre Rolland hatten zuvor noch einmal das Tempo erhöht, wodurch Ersterer sein Gelbes Trikot um 15 Sekunden verteidigen konnte. Vor dem Ziel trat aber Fränk Schleck noch einmal an und sicherte so den Doppelsieg der Brüder ab. Evans und Ivan Basso erreichten ebenfalls wenige Sekunden vor Voeckler das Ziel.
Obwohl ein Gruppetto außerhalb der Karenzzeit ins Ziel kam, wurden die Fahrer nicht vom Rennen ausgeschlossen. Dies lag an der großen Anzahl von 88 Fahrern, die ansonsten ausgeschieden wären. Allerdings erhielten alle zu spät eingetroffenen Fahrer einen Abzug in der Punktewertung.

## Bergwertungen
| Col Agnel Kategorie H nach 107 km auf 2744 m 23,7 km bei 6,5 % |             |                         |         |
| 1.                                                             | Kasachstan  | Maxim Iglinski (AST)    | 20 Pkt. |
| 2.                                                             | Niederlande | Johnny Hoogerland (VCD) | 16 Pkt. |
| 3.                                                             | Belgien     | Dries Devenyns (QST)    | 12 Pkt. |
| 4.                                                             | Belgien     | Maxime Monfort (LEO)    | 8 Pkt.  |
| 5.                                                             | Spanien     | Pablo Urtasun (EUS)     | 4 Pkt.  |
| 6.                                                             | Russland    | Jegor Silin (KAT)       | 2 Pkt.  |

| Col d’Izoard Kategorie H nach 145,5 km auf 2360 m 14,1 km bei 7,3 % |            |                      |         |
| 1.                                                                  | Kasachstan | Maxim Iglinski (AST) | 20 Pkt. |
| 2.                                                                  | Irland     | Nicolas Roche (ALM)  | 16 Pkt. |
| 3.                                                                  | Belgien    | Maxime Monfort (LEO) | 12 Pkt. |
| 4.                                                                  | Belgien    | Dries Devenyns (QST) | 8 Pkt.  |
| 5.                                                                  | Russland   | Jegor Silin (KAT)    | 4 Pkt.  |
| 6.                                                                  | Luxemburg  | Andy Schleck (LEO)   | 2 Pkt.  |

| Col du Galibier Kategorie H nach 200,5 km auf 2645 m 22,8 km bei 4,9 % |            |                       |         |
| 1.                                                                     | Luxemburg  | Andy Schleck (LEO)    | 40 Pkt. |
| 2.                                                                     | Luxemburg  | Fränk Schleck (LEO)   | 32 Pkt. |
| 3.                                                                     | Australien | Cadel Evans (BMC)     | 24 Pkt. |
| 4.                                                                     | Italien    | Ivan Basso (LIQ)      | 16 Pkt. |
| 5.                                                                     | Frankreich | Thomas Voeckler (EUC) | 8 Pkt.  |
| 6.                                                                     | Frankreich | Pierre Rolland (EUC)  | 4 Pkt.  |

## Punktewertung
| Zwischensprint in Verzuolo nach 46,5 km auf 426 m s.l.m. |                    |                            |         |
| 1.                                                       | Kolumbien          | Leonardo Duque (COF)       | 20 Pkt. |
| 2.                                                       | Niederlande        | Joost Posthuma (LEO)       | 17 Pkt. |
| 3.                                                       | Frankreich         | Anthony Delaplace (SAU)    | 15 Pkt. |
| 4.                                                       | Belgien            | Dries Devenyns (QST)       | 13 Pkt. |
| 5.                                                       | Niederlande        | Maarten Tjallingii (RAB)   | 11 Pkt. |
| 6.                                                       | Vereinigte Staaten | Brent Bookwalter (BMC)     | 10 Pkt. |
| 7.                                                       | Spanien            | Markel Irizar (RSH)        | 9 Pkt.  |
| 8.                                                       | Spanien            | Imanol Erviti (MOV)        | 8 Pkt.  |
| 9.                                                       | Deutschland        | Danilo Hondo (LAM)         | 7 Pkt.  |
| 10.                                                      | Litauen            | Ramūnas Navardauskas (GRM) | 6 Pkt.  |
| 11.                                                      | Spanien            | Rubén Pérez (EUS)          | 5 Pkt.  |
| 12.                                                      | Spanien            | Pablo Urtasun (EUS)        | 4 Pkt.  |
| 13.                                                      | Kasachstan         | Maxim Iglinski (AST)       | 3 Pkt.  |
| 14.                                                      | Belgien            | Maxime Monfort (LEO)       | 2 Pkt.  |
| 15.                                                      | Irland             | Nicolas Roche (ALM)        | 1 Pkt.  |

| Zwischensprint in Col du Galibier nach 200,5 km auf 2645 m |                    |                            |         |
| 1.                                                         | Luxemburg          | Andy Schleck (LEO)         | 20 Pkt. |
| 2.                                                         | Luxemburg          | Fränk Schleck (LEO)        | 17 Pkt. |
| 3.                                                         | Australien         | Cadel Evans (BMC)          | 15 Pkt. |
| 4.                                                         | Italien            | Ivan Basso (LIQ)           | 13 Pkt. |
| 5.                                                         | Frankreich         | Thomas Voeckler (EUC)      | 11 Pkt. |
| 6.                                                         | Frankreich         | Pierre Rolland (EUC)       | 10 Pkt. |
| 7.                                                         | Italien            | Damiano Cunego (LAM)       | 9 Pkt.  |
| 8.                                                         | Estland            | Rein Taaramäe (COF)        | 8 Pkt.  |
| 9.                                                         | Vereinigte Staaten | Tom Danielson (GRM)        | 7 Pkt.  |
| 10.                                                        | Kanada             | Ryder Hesjedal (GRM)       | 6 Pkt.  |
| 11.                                                        | Kasachstan         | Maxim Iglinski (AST)       | 5 Pkt.  |
| 12.                                                        | Vereinigte Staaten | Christian Vandevelde (GRM) | 4 Pkt.  |
| 13.                                                        | Spanien            | Haimar Zubeldia (RSH)      | 3 Pkt.  |
| 14.                                                        | Belgien            | Jelle Vanendert (OLO)      | 2 Pkt.  |
| 15.                                                        | Spanien            | Alberto Contador (SBS)     | 1 Pkt.  |

Cavendish, Gilbert und weiteren 86 Fahrern wurden 20 Punkte in der Punktewertung abgezogen, da sie die Karenzzeit überschritten hatten, aber nach dem Sonderreglement der Tour durch Juryentscheidung im Rennen belassen wurden.

## Aufgaben
- Leonardo Bertagnolli (LAM): Aufgabe während der Etappe